# الجبهة الوطنية الديمقراطية لتحرير عمان والخليج
ظهر تنظيم جديد في شمال عمان خارج ظفار في حزيران 1970 ، يدعى الجبهة الوطنية الديمقراطية لتحرير عمان والخليج العربي ، بدعم ومساندة من العراق